# Emi Watanabe
Emi Watanabe (渡部 絵美, Watanabe Emi, Tóquio, 27 de agosto de 1959) é uma ex-patinadora artística japonesa, que competiu no individual feminino. Ela conquistou uma medalha de bronze em campeonatos mundiais (1979) e foi octacampeã do campeonato nacional japonês. Watanabe disputou os Jogos Olímpicos de Inverno de 1976 e 1980 terminando na décima terceira e sexta posições, respectivamente.

## Principais resultados
| Resultados                                            | Resultados      | Resultados      | Resultados      | Resultados        | Resultados      | Resultados      | Resultados        | Resultados      | Resultados    | Resultados    | Resultados    | Resultados    |
| Internacional                                         | Internacional   | Internacional   | Internacional   | Internacional     | Internacional   | Internacional   | Internacional     | Internacional   | Internacional | Internacional | Internacional | Internacional |
| Evento/Temporada                                      | 1972– 1973      | 1973– 1974      | 1974– 1975      | 1975– 1976        | 1976– 1977      | 1977– 1978      | 1978– 1979        | 1979– 1980      |               |               |               |               |
| ----------------------------------------------------- | --------------- | --------------- | --------------- | ----------------- | --------------- | --------------- | ----------------- | --------------- | ------------- | ------------- | ------------- | ------------- |
| Jogos Olímpicos                                       |                 |                 |                 | 13.ª              |                 |                 |                   | 6.ª             |               |               |               |               |
| Campeonato Mundial                                    | 17.ª            | 15.ª            | 13.ª            | 17.ª              | 12.ª            | 8.ª             | Medalha de bronze | 4.ª             |               |               |               |               |
| NHK Trophy                                            |                 |                 |                 |                   |                 |                 |                   | Medalha de ouro |               |               |               |               |
| Skate Canada International                            |                 |                 |                 | Medalha de bronze |                 |                 |                   |                 |               |               |               |               |
| Nacional                                              |                 |                 |                 |                   |                 |                 |                   |                 |               |               |               |               |
| Campeonato Japonês                                    | Medalha de ouro | Medalha de ouro | Medalha de ouro | Medalha de ouro   | Medalha de ouro | Medalha de ouro | Medalha de ouro   | Medalha de ouro |               |               |               |               |
| Campeonato Japonês – Júnior                           | Medalha de ouro |                 |                 |                   |                 |                 |                   |                 |               |               |               |               |
|                                                       |                 |                 |                 |                   |                 |                 |                   |                 |               |               |               |               |
| Legenda: Competição não foi disputada nesta temporada |                 |                 |                 |                   |                 |                 |                   |                 |               |               |               |               |